# Sydafrikas herrlandslag i landhockey

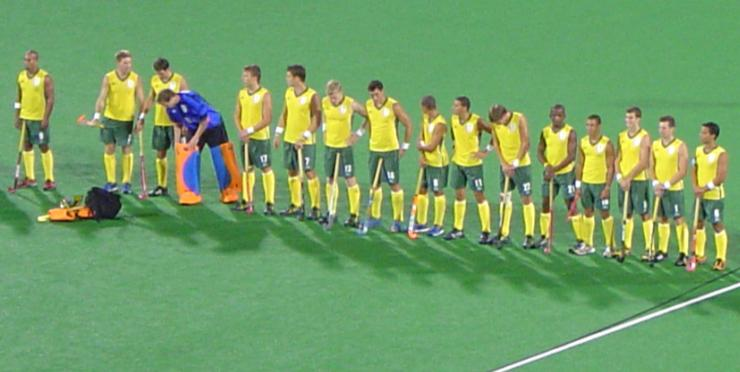
Sydafrikas herrlandslag i 2008 års olympiska turnering i Peking

Sydafrikas herrlandslag i landhockey (engelska: South Africa men's national field hockey team) representerar Sydafrika i landhockey på herrsidan. Laget slutade på tionde plats vid 2004 års olympiska turnering i Aten samt vid världsmästerskapet 2010 i New Delhi.

### Fotnoter
1. ↑  Todor Krastev (19 mars 2004). ”Men Field Hockey Olympic Games 2004 Athens (GRE) - 15-27.08 Winner Australia” (på engelska). Sport Statistics. Arkiverad från originalet den 6 mars 2016. https://web.archive.org/web/20160306035819/http://todor66.com/hockey/field/Olympic/Men_2004.html. Läst 27 juli 2015.
2. ↑  Todor Krastev (19 mars 2010). ”Men Field Hockey World Cup 2010 New Delhi (IND) 28.02-13.03 Winner Australia” (på engelska). Sport Statistics. Arkiverad från originalet den 6 mars 2016. https://web.archive.org/web/20160306195912/http://todor66.com/hockey/field/World/Men_2010.html. Läst 27 juli 2015.